# Kukra Hill
Kukra Hill (Loma de los Kukras) es un municipio de la Región Autónoma de la Costa Caribe Sur en la República de Nicaragua. Se le otorgó categoría del municipio en 1989, hasta entonces pertenecía administrativamente al municipio de Bluefields, del anterior departamento de Zelaya.

## Toponimia
El vocablo "Kukra" se pronuncia "Kukara" por los locales.

## Geografía
El término municipal limita al norte al norte con los municipios de El Tortuguero y Laguna de Perlas, al sur con el municipio de Bluefields, al este con el Mar Caribe y al oeste con el municipio de El Rama.
La cabecera municipal está ubicada a 415 kilómetros de la capital de Managua.
El caudaloso río Escondido sirve durante parte de su trayecto como línea divisoria entre los municipios de Kukra Hill y Bluefields.

## Historia
El territorio de Kukra Hill fue habitado originalmente por población de etnia kukra, pertenecientes al grupo ulua. Esta etnia en la segunda mitad del siglo XVII inició un mestizaje con naturales africanos llegados como esclavos a América; posteriormente su predominio se interrumpió por la expansión de la etnia misquita que en alianza con piratas ingleses les subyugaron. Desde entonces hasta 1796, cuando Inglaterra debió reconocer la soberanía de España sobre Mosquitia, la presencia inglesa fue una constante. 
En 1821, cuando Centroamérica se independizó de España, Inglaterra intervino de nuevo en la costa Caribe nicaragüense proclamando el Reino de Mosquitia bajo protectorado británico, integrándose el territorio de Kukra Hill en él.
Los kukras fueron absorbidos a fines del siglo XVIII por los miskitos dominantes, y el territorio empezó a ser repoblado a principios del siglo XIX cuando el gobierno de Nicaragua desarticuló los gobiernos locales y comenzó a ejercer soberanía sobre el territorio de la Costa Caribe, otorgando el municipio a concesionarios norteamericanos para la explotación de hule, maderas preciosas, banano, tuno, cacao y ganado.
De los kukras solamente quedaron los nombres de algunos lugares tales como Kukra Hill, Kukra River y Kukra Point por mencionar algunos.
La actual población de la costa Caribe de Nicaragua está formada por descendientes de casi todos los grupos raciales del planeta, entre los que se incluyen negros africanos, chinos y europeos.
El municipio se formó en 1989 por una ruptura de la ciudad de Bluefields.

## Demografía
Kukra Hill tiene una población actual de 10,159 habitantes. De la población total, el 50.8% son hombres y el 49.2% son mujeres. Casi el 43.1% de la población vive en la zona urbana.

## Naturaleza y clima
Esta zona se caracteriza por tener un clima tropical húmedo, en el cual la precipitación es alta, alcanza hasta 5000 mm al año, normalmente entre 2000 a 3000 mm anuales.
Los suelos de Kukra Hill son los más fértiles de la Región Autónoma de la Costa Caribe Sur; son de textura medianamente pesada, con un alto porcentaje de elementos finos, arcilla y limo. La mayor parte del territorio del municipio es una extensa llanura de relieve suavemente ondulado ubicado a 50 m s. n. m., con pendientes entre el 20 y 30%. La mayor altura es la loma de Kukra (Kukra Hill) que mide 192 metros.
La mayor parte de la selva primaria que originalmente cubría el territorio ha desaparecido a causa del despale para extracción de madera, el establecimiento de cultivos o de pastos. Actualmente una parte del área está ocupada por bosques de mangle en la zona costera y bosques de madera oscura (caoba, laurel, cedro etc.) en la parte oeste del territorio; las áreas deforestadas se encuentran cubiertas por pastos sin ganado, amplios lotes de caña de azúcar y palma aceitera principal fuente de empleo en la región del atlántico sur,  contando con una empresa nacional del mismo grupo AGROSA, de empresarios Nicaragüenses, esta empresa acoge a unos 2000 empleados de las distintas áreas, agrícolas, mecánicas e industriales, esta compañía llamada CUKRA DEVELOPMENT CORPORATION S.A., es una empresa con responsabilidad social la cual tiene proyectos de desarrollo social y protección al medio ambiente esta compañía trata de mantener una relación amigable con el medio ambiente y la comunidad siendo el principal motor de desarrollo de la región y del municipio.

## Economía
El municipio está dotado de muy buena tierra y agua, por lo que la principal actividad económica es la ganadería, acompañada de la agricultura.

## Cultura
El idioma español es el más usado, dado el predominio de mestizos del interior del país, aunque el misquito y el criollo son usados por las poblaciones de esas etnias.
La principal fiesta que se conmemora en el municipio es la de San Juan Bautista de La Salle, santo católico. 
El Palo de Mayo, la más destacada celebración tradicional de la etnia creole, es el resultado de la convergencia de diversas culturas

## Transporte
El municipio desde y hacia Bluefields es por barco, vía río Cukra y bahía de Bluefields. Hay una carretera de concreto hacia El Rama y Laguna de Perlas.